# Open de España Femenino
Het Open de España Femenino (Spaans Ladies Open) is een golftoernooi dat sinds 2002 op de agenda staat van de Ladies European Tour (LET). Daarvoor werd het toernooi negen keer onder de naam La Manga Open gespeeld.
La Manga is een beroemde baan onder meer omdat er regelmatig de laatste zes rondes van de Tourschool werden gespeeld en van 1973-1977 werd het Spaans Open van de heren hier gespeeld. Sinds 2002 wordt het Spaanse Ladies Open op wisselende banen gespeeld.

## Winnaars
| Jaar                                              | Baan                           | Winnaar                | Score                 | 1ste prijs            | Info                  |                       |
| La Manga Spanish Open                             | La Manga Spanish Open          | La Manga Spanish Open  | La Manga Spanish Open | La Manga Spanish Open | La Manga Spanish Open | La Manga Spanish Open |
| ------------------------------------------------- | ------------------------------ | ---------------------- | --------------------- | --------------------- | --------------------- | --------------------- |
| 1982                                              | Las Aves                       | Rosie Jones            | 224                   |                       |                       |                       |
| 1983                                              | niet gespeeld                  | niet gespeeld          | niet gespeeld         | niet gespeeld         | niet gespeeld         |                       |
| 1984                                              | La Manga Club                  | Maxine Burton          | 286                   |                       |                       |                       |
| 1985                                              | La Manga Club                  | Alison Sheard          | 285                   |                       |                       |                       |
| 1986                                              | La Manga Club                  | Laura Davies           | 286                   |                       |                       |                       |
| 1987                                              | La Manga Club                  | Corinne Dibnah         | 276                   |                       |                       |                       |
| 1988                                              | La Manga Club                  | Marie-Laure Taya       | 207                   |                       |                       |                       |
| 1989–1993                                         | niet gespeeld                  | niet gespeeld          | niet gespeeld         | niet gespeeld         | niet gespeeld         |                       |
| 1994                                              | La Manga Club                  | Marie-Laure de Lorenzi | 282                   |                       |                       |                       |
| 1995                                              | La Manga Club                  | Rachel Hetherington    | 202                   | € 7.500               |                       |                       |
| 1996                                              | La Manga Club                  | Caryn Louw             | 206                   | € 9.000               |                       |                       |
| 1997–2001                                         | niet gespeeld                  | niet gespeeld          | niet gespeeld         | niet gespeeld         | niet gespeeld         |                       |
| Open de España Femenino                           |                                |                        |                       |                       |                       |                       |
| 2002                                              | Campos de Golf de Salamanca    | Karine Icher           | 277                   | € 37.500              |                       |                       |
| 2003                                              | Campos de Golf de Salamanca    | Federica Dassu         | 282                   | € 37.500              |                       |                       |
| Union Fenosa Open de Espana Feminino Xacobeo 2004 |                                |                        |                       |                       |                       |                       |
| 2004                                              | Club de Golf La Coruña         | Stéphanie Arricau po   | 279                   | € 41.250              |                       |                       |
| Open de España Femenino                           |                                |                        |                       |                       |                       |                       |
| 2005                                              | Panorámica Club de Golf        | Iben Tinning           | 273                   | € 41.250              |                       |                       |
| 2006                                              | Panorámica Club de Golf        | Lynnette Brooky        | 275                   | € 41.250              |                       |                       |
| Open de Espana Femenino - Castellon 2007          |                                |                        |                       |                       |                       |                       |
| 2007                                              | Club de Campo del Mediterráneo | Nikki Garrett          | 275                   | € 41.250              |                       |                       |
| Open de España Femenino                           |                                |                        |                       |                       |                       |                       |
| 2008                                              | Panorámica Club de Golf        | Emma Zackrisson        | 281                   | € 41.250              |                       |                       |
| 2009                                              | Panorámica Club de Golf        | Becky Brewerton        | 270                   | € 41.250              |                       |                       |
| 2010                                              | Flamingos Golf Club            | Laura Davies           | 202                   | € 52.500              |                       |                       |
| 2011                                              | La Quinta Golf Resort          | Melissa Reid           | 280                   | € 52.500              |                       |                       |
| 2012                                              | Las Americas Golf Course       | Stacey Keating po      | 279                   | € 52.500              |                       |                       |
| 2013                                              | Club de Campo Villa de Madrid  | Lee-Anne Pace          | 275                   | € 52.500              |                       |                       |
| 2014                                              |                                |                        |                       | €                     |                       |                       |

 Australian Ladies Masters ·
 Women's Australian Open ·
 New Zealand Women's Open ·
 World Ladies Championship ·
 Lalla Meryem Cup ·
 Buick Championship ·
 Turkish Ladies Open ·
 Dutch Ladies Open ·
 ISPS Handa Ladies European Masters ·
 Ladies Scottish Open ·
 Women's British Open ·
 Sberbank Golf Masters ·
 Helsingborg Open ·
 The Evian Championship ·
 Ladies Open de France ·
 Xiamen Open ·
 Sanya Ladies Open ·
 South African Women's Open ·
 Women's Indian Open ·
 Dubai Ladies Masters
Kowa Queens Cup ·
Solheim Cup